# Thelidium umbrosum
Thelidium umbrosum är en lavart som beskrevs av Abramo Bartolommeo Massalongo. Thelidium umbrosum ingår i släktet Thelidium, och familjen Verrucariaceae. Arten är reproducerande i Sverige.